# Tijd voor Avontuur
Tijd voor Avontuur (oorspronkelijke Engelstalige titel: Adventure Time) is een Amerikaanse tekenfilmserie die in Nederland wordt uitgezonden door Cartoon Network.

## Verhaal
Deze serie gaat over de belevenissen van een jongen genaamd Finn en zijn magische gele hond, Jake. Samen beleven zij vele avonturen in het Land van Ooo, dat bevolkt wordt door magische wezens en prinsessen. Hoewel de reeks opgevat is als een komische serie voor een jong publiek, bevat het veel verwijzingen naar meer volwassen onderwerpen, waarvan enkelen uit de Nederlandstalige versie zijn geknipt. Het verhaal speelt zich af in een post-apocalyptische wereld waar mutanten en magie zijn ontstaan en vrijwel alles mogelijk is. Dit komt door de Paddenstoel Oorlog, een nucleaire oorlog die ongeveer duizend jaar voor het begin van de serie plaatsvond en het merendeel van de mensheid uitroeide. Dit is de reden waarom Finn bekendstaat als de laatste mens in Ooo.

## Personages
Finn, de jongenFinn is een jongen die dol is op het beleven van avontuur. In het begin van de serie is hij twaalf, maar hij wordt naarmate de serie vordert langzaam ouder (hij krijgt bijvoorbeeld de baard in de keel). Hij is meegenomen door de ouders van Jake, en daarom is de magische hond niet alleen zijn beste vriend, maar tevens zijn broer. Finn houdt van "mensen helpen" en heeft een oogje op prinses Bubbelien. Daarnaast is hij aan het begin van de reeks de laatste mens in Ooo. Hij had een relatie met de Vuurprinses, maar ze hadden een hoop misverstanden in hun relatie waardoor het stukliep.
Jake de hondJake is een gele hond die Finn vaak raad geeft maar ook stiekem een slecht verleden heeft. Daarnaast is hij een magische hond die zichzelf kan uitrekken en in onmogelijke bochten wringen. Hij is zeer muzikaal (altviool), nogal lui en houdt veel van eten (burritos). Vroeger deed Jake aan misdaad, en hoorde zelfs bij een bende, maar toen hij later inzag dat het fout was is hij snel gestopt. Hij heeft 5 kinderen samen met zijn vriendin, ze heten Jake jr., Viola, T.V., Charlie & Kim Kil Whan.
MarcelineMarceline de Vampierenkoningin is eerst een vijand van Finn en Jake. Later wordt ze een goede vriendin van hen. Hoewel ze al meer dan duizend jaar oud is, ziet ze er uit alsof zij achttien is. Ze draagt een basgitaar bij zich die tegelijkertijd een strijdbijl is en wisselt regelmatig van kostuum. In het zevende seizoen is er een reeks van 8 afleveringen uitgekomen over hoe zij een vampier werd. Haar vader is een demon en heerst over de nightosphere, waar chaos heerst.
Prinses BubbelienPrinses Bubbelien is de prinses van de suikermensen die in een groot kasteel wonen. Ze is naar eigen zeggen van suiker gemaakt. Haar haren zijn van kauwgom gemaakt en zij draagt altijd roze kleren. Het hoofdpersonage, Finn, heeft stiekem een oogje op haar, maar Bubbelien is meer geïnteresseerd in haar rijk te besturen. Naast prinses is ze ook wetenschapper. In seizoen zeven raakt ze haar koninklijke positie kwijt door de koning van Ooo en verhuist naar een huisje dat buiten het suikerkoninkrijk staat. Ze neemt alleen pepermunt butler mee.
IJskoningDe IJskoning is de vijand van vrijwel elk goed menend hoofdpersonage en woont eenzaam in het ijsrijk, waar hij heerst over pinguïns. Hij ontvoert regelmatig prinsessen en komt vaak in vechtpartijen terecht met Finn en Jake. Hij is ijzig blauw en beschikt over bovennatuurlijke ijskrachten. Hij krijgt deze krachten door zijn kroon, die hem doorheen de jaren krankzinnig heeft gemaakt. Vroeger heette hij Simon en leed een normaal leven, maar de kroon maakte hem gek.
VuurprinsesDeze prinses is net zo oud als Finn en is prinses van het Vlammenrijk. In een van de afleveringen realiseert Finn dat hij prinses Bubbelien nooit zal krijgen. Daarom gaat Jake het Vlammenrijk bezoeken om een nieuwe liefde voor Finn te zoeken; Vuurprinses. De prinses kreeg toen een oogje op Finn, totdat Jake het goed verknalde. Later komen Vuurprinses en Finn toch nog samen ondanks wat problemen die ontstaan doordat Vuurprinses uit vuur bestaat, waardoor Finn zich aan haar verbrandt. Uiteindelijk beseffen ze dat ze te verschillend zijn en gaat de Vuurprinses in het Vlammenrijk heersen als opvolger van haar vader. (die ze als wraakactie gevangen heeft genomen)
Het Lijk/het monster/de grafkoningHij is de grootste vijand in de serie, een wezen wiens gedachten slechts op één ding staat: het vernietigen van al het leven. Hij wordt echter verslagen door de held Billy. Maar mysterieuze wezens blijven meestal niet lang dood. Hij had het lichaam van Prinses Bubbelien overgenomen en dreigde de wereld alsnog te bezitten, maar Finn en Jake konden hem stoppen.

## Stemrollen

### Originele stemmen
- Jeremy Shada - Finn de jongen
- John DiMaggio - Jake de hond
- Pendleton Ward - Ruimteklont Prinses (R.K.P.)
- Hynden Walch - Prinses Bubbelien, Vuurprinses
- Tom Kenny - De IJskoning
- Olivia Olson - Marceline

### Nederlandse stemmen
- Boyan van der Heijden - Finn de jongen
- Marcel Jonker - Jake de hond
- Florus van Rooijen - Ruimteklont Prinses (R.K.P.)
- Lizemijn Libgott - Prinses Bubbelien, Vuurprinses
- Thijs van Aken - De IJskoning
- Meghna Kumar - Marceline
- Huub Dikstaal - Fear Feaster, Demon Cat

## Prinsessen
- Akoestische prinses
- Agentprinses
- Bijenprinses
- Prinses Blargetha
- Springkussenprinses
- Ontbijtprinses
- Kneusprinses
- Suikerspinprinses
- Krabprinses
- Toetjesprinses
- Elleboogprinses
- Embryoprinses
- Smaragdprinses
- Verlovingsringprinses
- Vuurprinses
- Yoghurtijsprinses
- Spookprinses
- Krijgerspookprinses
- Spook prinses Spookette
- Hotdogprinses
- Onregelmatig topografieuitspanselprinses
- Oerang Oetanprinses
- Oerwoudprinses
- Lampreiprinses
- Laurierprinses
- Hagedisprinses
- Ruimteklontprinses
- Spierprinses
- Oceaanprinses
- Oudevrouwprinses
- Roostergezichtprinses
- Schilderprinses
- Pindaprinses
- Prinses Mooi
- Prinses Bubbelien
- Zakenprinses
- Prinses Kauwpasta
- Koekjesprinses
- Prinses Monstervrouw
- Prinses Prinses Prinses
- Paarse Prinses
- Arme Prinses
- Prinses Samantha
- Skateboardprinses
- Skelletprinses
- Slijmprinses
- Ruimte-engelprinses
- Appelflapprinses
- Toostprinses
- Echteveldprojectieprinses
- Schildpadprinses
- Waterprinses
- Bosvruchtenprinses

## Bron
- Adventure Time Wiki. Geraadpleegd op 1 februari 2015.